# Dekanat Skawina
Dekanat Skawina – jeden z 45 dekanatów w rzymskokatolickiej archidiecezji krakowskiej.

## Historia
Po raz pierwszy wzmiankowana w Liber contributionis z 1513 roku.
Około 1600 roku dekanat obejmował parafie: Gaj, Głogoczów, Herbułtowice (Harbutowice), Izdebnik (fil. p. Lanckorona), Krzęcin, Krzywaczka, Lanckorona, Lińcze Górne (Leńcze), Mogilany, Pobiodr (ob. przysiółek Paszkówki), Przypkowice (Przytkowice), Radzieszowska Wola, Radzieszów, Skawina, Sulikowice (Sułkowice), Tyniec, Zebrzydowice.

## Parafie
W skład dekanatu wchodzi 13 parafii:
- parafia Zwiastowania Pańskiego – Borek Szlachecki
- parafia Najświętszego Serca Pana Jezusa – Brzeźnica
- parafia Wniebowstąpienia Pańskiego – Facimiech
- parafia Najświętszej Maryi Panny Matki Kościoła – Jaśkowice
- parafia Matki Bożej Nieustającej Pomocy – Kopanka
- parafia Podwyższenia Krzyża Świętego – Kraków-Sidzina
- parafia Narodzenia NMP – Krzęcin
- parafia Przemienienia Pańskiego – Paszkówka
- parafia św. Wawrzyńca – Radziszów
- parafia Matki Bożej Królowej Polski – Rzozów
- Parafia Miłosierdzia Bożego w Skawinie-Ogrodach
- Parafia św. Apostołów Szymona i Judy Tadeusza w Skawinie
- parafia Wniebowzięcia NMP – Wola Radziszowska

## Galeria

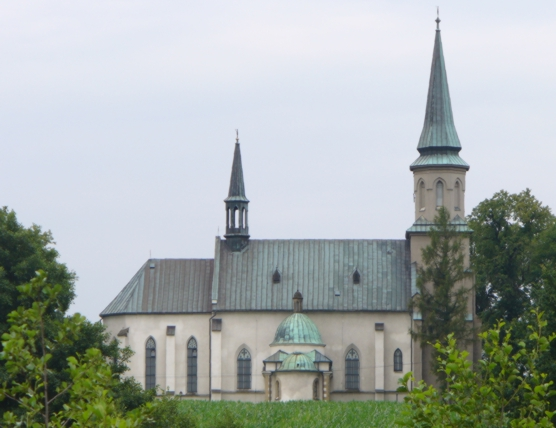
Kościół w Paszkówce
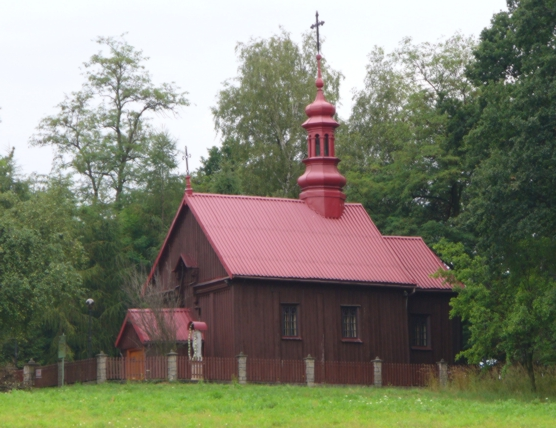
Kościół w Sosnowicach
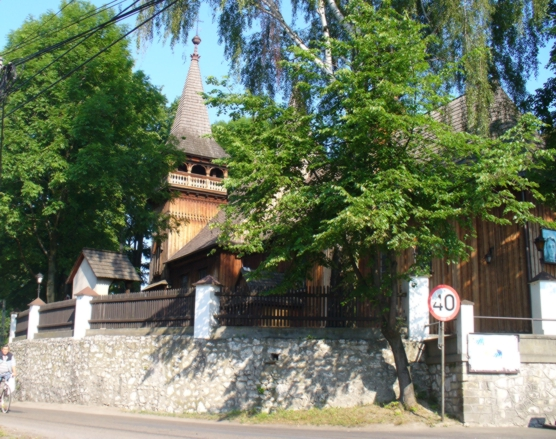
Kościół w Krzęcinie
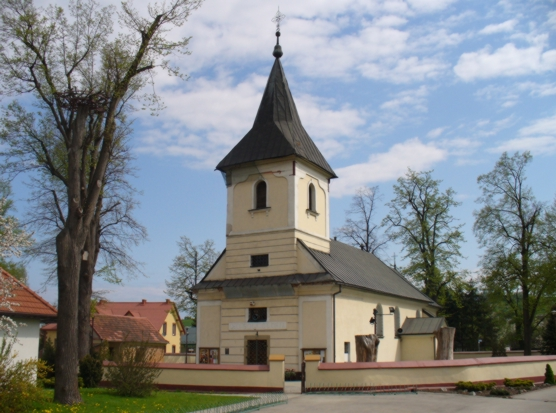
Kościół w Radziszowie
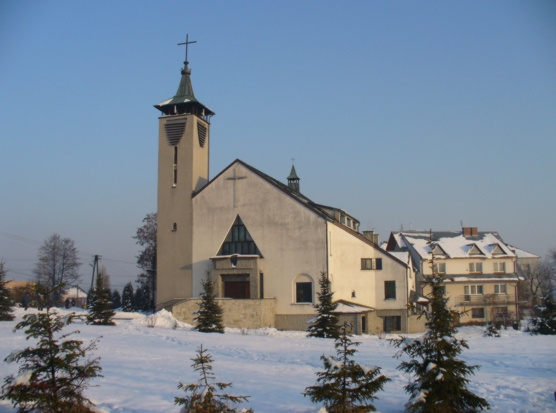
Kościół w Rzozowie

## Sąsiednie dekanaty
Czernichów, Kraków–Borek Fałęcki, Kalwaria, Kraków–Podgórze, Kraków–Salwator, Mogilany, Sułkowice, Wadowice–Północ